# 石原希望がなんでもやったるで!
『石原希望がなんでもやったるで!』（いしはらのぞみがなんでもやったるで）は、DMMオンラインサロン・エンタちゃん放送局で配信されるバラエティ番組である。石原希望の冠番組。

## 番組概要
2024年3月14日、DMMオンラインサロン「エンタちゃん放送局」の開局を記念した3番組合同トークショーを開催され、CSエンタ!959からの移籍番組から希島あいり（希島さん出番ですよ）、架乃ゆら（架乃ゆらのLOVE昭和）、そして新番組として石原希望が出席。このイベントで石原の担当番組として番組名が発表された。命名は架乃ゆら。
同年12月28日、番組内で度々話題に上がっていた低俗メンバー4人（石原希望・葵いぶき・未歩なな・古川ほのか）が集結してロフトプラスワンで初のトークライブを開催。合言葉は「エイエイオー!」。

## 出演者

### MC
- 石原希望

## 配信リスト
| 配信回 | 初回配信日    | 主な内容                                                                                      | ゲスト                         | 備考             |
| ------ | ------------- | --------------------------------------------------------------------------------------------- | ------------------------------ | ---------------- |
| #1     | 2024年4月12日 | 石原希望の冠バラエティがスタート。スタジオトークに加え番組ヒットを祈願して瓦割りにチャレンジ! |                                | Blu-rayVol.1収録 |
| #2     | 5月17日       | 忍者カフェ体験編。                                                                            |                                | Blu-rayVol.1収録 |
| #3     | 6月21日       | 動物触れ合い体験・東武動物公園編。                                                            |                                | Blu-rayVol.1収録 |
| #4     | 7月           | 乗馬体験編。                                                                                  |                                | Blu-rayVol.1収録 |
|        | 9月22日       | 葵いぶきとパラグライダー体験ロケin西東京パラグライダースクール。                              | 葵いぶき                       | Blu-rayVol.1収録 |
| #7     |               | やってみたかったポールダンス体験。11月23日公開収録。                                          |                                |                  |
| #8     | 2025年1月     | 低俗トークライブ～忘年会SP～・前編                                                            | 葵いぶき、未歩なな、古川ほのか |                  |
| #9     | 2月14日       | 低俗トークライブ～忘年会SP～・後編                                                            | 葵いぶき、未歩なな、古川ほのか |                  |
| #10    | 3月14日       | 千駄木の鳥カフェ編                                                                            |                                |                  |
| #11    | 5月23日       | やってみたかった茶道体験編、2025年5月5日先行公開                                              |                                |                  |
|        |               | 筑波山山登り編、2025年7月19日先行公開                                                         | 未歩なな                       |                  |

## スタッフ
- 演出、プロデュース：高橋慎
- 企画協力：LIGHT
- 制作著作：ノーマンスリー